# 有栖川站
有栖川站（日语：／ Arisugawa eki */?）位於京都府京都市右京區嵯峨野神之木町，是京福電氣鐵道嵐山本線的鐵路車站。車站編號為A9。

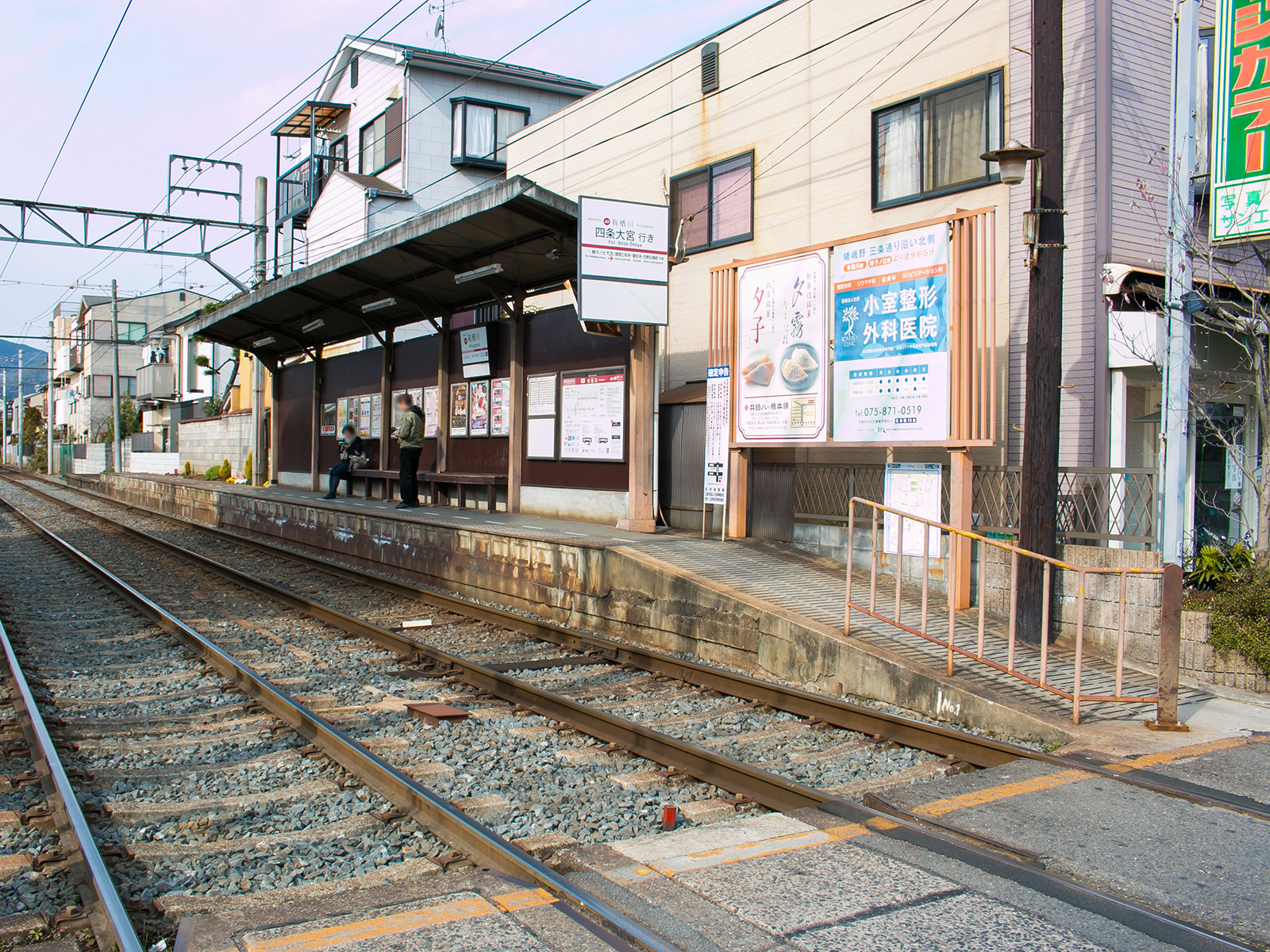
往四條大宮方向的月臺(2017年1月)

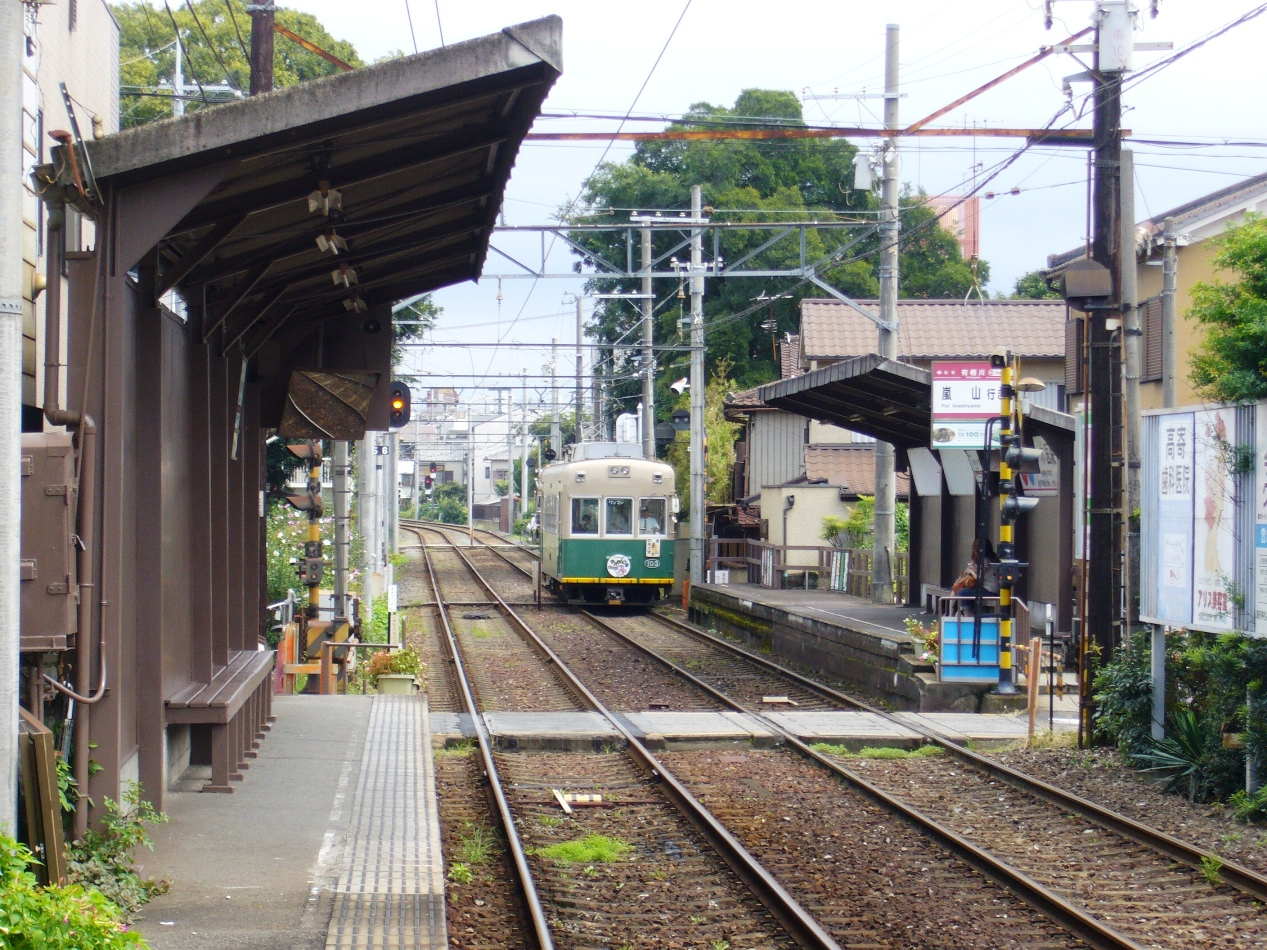
車站全景(2007年9月)

## 歷史
開業當初的站名為嵯峨野站（さがのえき），是因為當時車站的住址為京都府葛野郡太秦村大字嵯峨野。但觀光介紹時常把嵐山一帶稱作「嵯峨野」，有許多觀光客因此認錯車站而在本站下車，1975年改稱為有栖川站。有栖川這個名字來自位於本站與隔壁的車折神社站中間位置的河川名。
- 1910年（明治43年）3月25日 - 嵐山電車軌道的嵯峨野站開業[2]。
- 1918年（大正7年）4月2日 - 由於公司合併，改由京都電燈經營[2]。
- 1942年（昭和17年）3月2日 - 由於路線繼承，成為京福電氣鐵道的車站[2]。
- 1975年（昭和50年）8月9日 - 改稱為有栖川站[2]。

## 車站構造
千鳥式2面2線的地面車站。

## 車站周邊
- 京都嵯峨野郵局
- 神之木弁財天（神之木神社）
- 大國屋超市
- 天山之湯
- 京都巴士本社

## 相鄰車站
京福電氣鐵道
 嵐山本線
帷子之辻（A8）－有栖川（A9）－車折神社（A10）

## 外部連結
- 有栖川站 （页面存档备份，存于） - 京福電氣鐵道